# Kanoscarta kanoniella
Kanoscarta kanoniella är en insektsart som beskrevs av Matsumura 1940. Kanoscarta kanoniella ingår i släktet Kanoscarta och familjen spottstritar. Inga underarter finns listade i Catalogue of Life.